# Pasi Hyvärinen
Pasi Hyvärinen est un joueur finlandais  de volley-ball né le 22 novembre 1987  à Varkaus (Finlande orientale). Il mesure 1,83 m et joue Libero. Hyvärinen a commencé sa carrière à Varkaus au Keski-Savon Pateri puis il a signé un contrat de 2 ans au Muuramen Lentopallo Hyvärinen a joué de nombreuses années au beach volley.

## Clubs
| Club                | Pays     | De        | À         |
| ------------------- | -------- | --------- | --------- |
| Keski-Savon Pateri  | Finlande | 2005-2006 | 2006-2007 |
| Muuramen Lentopallo | Finlande | 2007-2008 | 2009-2010 |
| GFCO Ajaccio        | France   | 2010-2011 | …         |

## Équipe nationale
Pasi Hyvärinen a disputé son 1er match conte Équipe de Bulgarie de volley-ball le 4 juillet 2008 lors de Ligue mondiale de volley-ball Il a été élu meilleur joueur de la partie.